# Championnat du Burkina Faso de football 2022-2023
Navigation
Saison précédente Saison suivante
La saison 2022-2023 du Championnat du Burkina Faso de football est la soixante-et-unième édition de la première division au Burkina Faso, organisée sous forme de poule unique, la Ligue 1.
Le Rail Club du Kadiogo est le tenant du titre, en fin de saison l'AS Douanes remporte son premier titre de champion.

## Organisation
Toutes les équipes se rencontrent deux fois au cours de la saison. En fin de saison, les deux derniers du classement sont relégués et remplacés par les deux meilleures formations de deuxième division.
Deux places en compétitions continentales sont réservées aux clubs burkinabés : le champion se qualifie pour la Ligue des champions de la CAF 2023-2024 tandis que le vainqueur de la Coupe du Burkina Faso obtient son billet pour la Coupe de la confédération 2023-2024.

## Les clubs participants
- Union sportive des Forces armées
- Étoile filante de Ouagadougou
- Association sportive du Faso-Yennenga
- Association sportive de la SONABEL
- Racing Club de Bobo
- ASEC Koudougou
- Police Football Club
- Rail Club du Kadiogo
- Salimata et Tasséré Football Club
- AS Douanes
- Association sportive des fonctionnaires de Bobo-Dioulasso
- Majestic Sporting Club
- Royal Football Club
- Vitesse Football Club
- Rahimo FC - Promu de D2
- Réal du Faso - Promu de D2

## Compétition

### Classement
| Rang | Équipe                 | Pts | J  | G  | N  | P  | Bp | Bc | Diff |
| ---- | ---------------------- | --- | -- | -- | -- | -- | -- | -- | ---- |
| 1    | AS Douanes             | 67  | 30 | 19 | 10 | 1  | 49 | 18 | +31  |
| 2    | Salitas FC             | 62  | 30 | 18 | 8  | 4  | 45 | 23 | +22  |
| 3    | Vitesse FC             | 50  | 30 | 14 | 8  | 8  | 35 | 28 | +7   |
| 4    | Rahimo FC P            | 48  | 30 | 13 | 9  | 8  | 31 | 23 | +8   |
| 5    | Racing Club de Bobo    | 44  | 30 | 10 | 14 | 6  | 37 | 26 | +11  |
| 6    | Majestic Sporting Club | 39  | 30 | 10 | 9  | 11 | 36 | 28 | +8   |
| 7    | Rail Club du Kadiogo T | 38  | 30 | 8  | 14 | 8  | 18 | 23 | -5   |
| 8    | USFA                   | 36  | 30 | 9  | 9  | 12 | 24 | 26 | -2   |
| 9    | ASFA Yennenga          | 36  | 30 | 8  | 12 | 10 | 20 | 22 | -2   |
| 10   | Étoile filante C       | 36  | 30 | 9  | 9  | 12 | 24 | 28 | -4   |
| 11   | ASFB                   | 35  | 30 | 7  | 14 | 9  | 20 | 25 | -5   |
| 12   | AS SONABEL             | 35  | 30 | 7  | 14 | 9  | 17 | 25 | -8   |
| 13   | ASEC Koudougou         | 35  | 30 | 8  | 11 | 11 | 20 | 36 | -16  |
| 14   | Royal FC               | 33  | 30 | 7  | 12 | 11 | 25 | 29 | -4   |
| 15   | Réal du Faso P         | 27  | 30 | 5  | 12 | 13 | 15 | 24 | -9   |
| 16   | Police FC              | 12  | 30 | 1  | 9  | 20 | 11 | 43 | -32  |

|  | Qualification pour la Ligue des champions de la CAF 2023-2024         |
|  | Qualification pour la Coupe de la confédération 2023-2024             |
|  | T : Tenant du titre C : Vainqueur de la Coupe du Faso P : Promu de D2 |

## Bilan de la saison
| Championnat du Burkina Faso de football 2022-2023 |                               |
| Champion                                          | AS Douanes (1er titre)        |
| Coupes et trophées                                |                               |
| Vainqueur de la Coupe du Burkina Faso 2022-2023   | Étoile filante de Ouagadougou |
| Qualifications continentales                      |                               |
| Ligue des champions de la CAF 2023-2024           | AS Douanes                    |
| Coupe de la confédération 2023-2024               | Étoile filante de Ouagadougou |
| Promotions et relégations                         |                               |
| Promus en Ligue 1                                 |                               |
| Relégués en Deuxième division                     | Réal du Faso                  |
| Relégués en Deuxième division                     | Police FC                     |